# Cal Neva Lodge & Casino

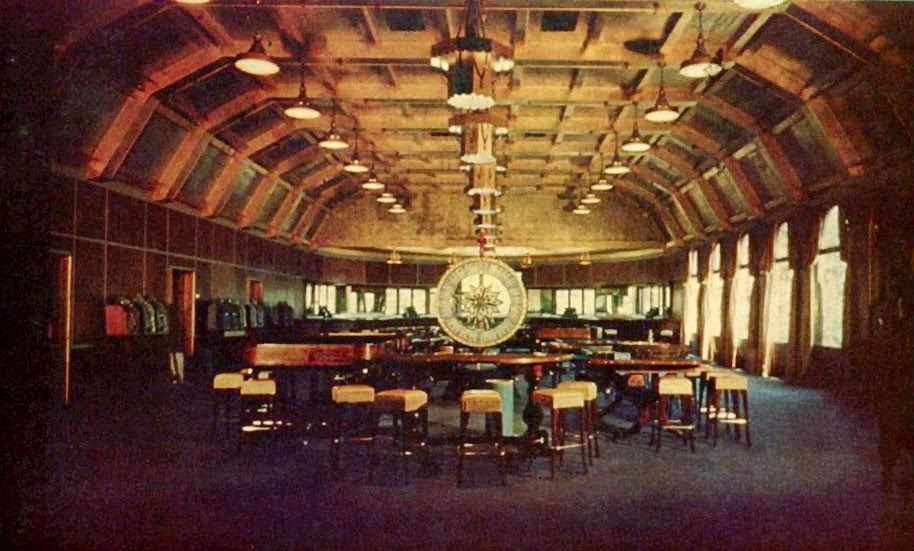
Speelhal (foto van vóór 1952)

Cal Neva Lodge & Casino, vroeger Calneva Resort en Cal-Neva Lodge genoemd, is een historisch resort en casino op de grens tussen de Amerikaanse staten Californië en Nevada aan de noordoever van Lake Tahoe. Het ligt tussen Kings Beach in Californië en Crystal Bay in Nevada. De speelhallen bevinden zich in Nevada, waar gokken legaal is. Het etablissement is gesloten sinds 2013.

## Geschiedenis
Het hotel en casino opende in 1926. Het oorspronkelijke bouwwerk werd vernield door een brand in 1937, maar werd in een maand tijd opnieuw opgebouwd. In 1960 kochten Frank Sinatra, Dean Martin en Sam Giancana het complex. Sinatra investeerde verder in het resort, maar verloor zijn goklicentie door de aanwezigheid van maffioso Giancana. Sinatra leaste de Cal Neva daarom aan filmproducent Jack L. Warner en vervolgens aan verschillende andere investeerders. In 1976 kocht belegger Kirk Kerkorian de Cal Neva. In 2013 kocht Criswell Radovan het en sloot hij het resort voor renovatie. Tijdens de renovaties, in 2016, ging de firma failliet. In 2018 kocht zakenman Larry Ellison het nog altijd gesloten casinohotel voor 36 miljoen dollar. In 2023 wisselde het opnieuw van eigenaar. 
De thriller Bad Times at the El Royale (2018) speelt zich af in een fictief hotel aan Lake Tahoe dat op de staatsgrens ligt tussen Californië en Nevada. De makers lieten zich inspireren door de Cal Neva.

## Architectuur
De Cal Neva is gebouwd op een klein schiereiland en kijkt uit over Lake Tahoe. Het hoofdgebouw is ingericht in lodge-stijl. De staatsgrens is in de eetzaal en een van de buitenzwembaden aangeduid met een witte lijn op de grond. Voor de uitbreiding door Sinatra telde het hotel 55 kamers en waren er 11 lodges. Vanaf 1969 telde het hotel 220 kamers en sinds 1998 zijn er 182 kamers en suites en 8 vergaderzalen.